# Dicranomyia (Dicranomyia) hostica
Dicranomyia (Dicranomyia) hostica is een tweevleugelige uit de familie steltmuggen (Limoniidae). De soort komt voor in het Neotropisch gebied.